# Joe's Garage (singolo)
Joe's Garage è il diciassettesimo singolo di Frank Zappa, pubblicato nel 1979.

## Tracce
Lato A
1. Joe's Garage – 4:07

Lato B
1. Catholic Girls – 4:26